# Pilczyca (powiat włoszczowski)

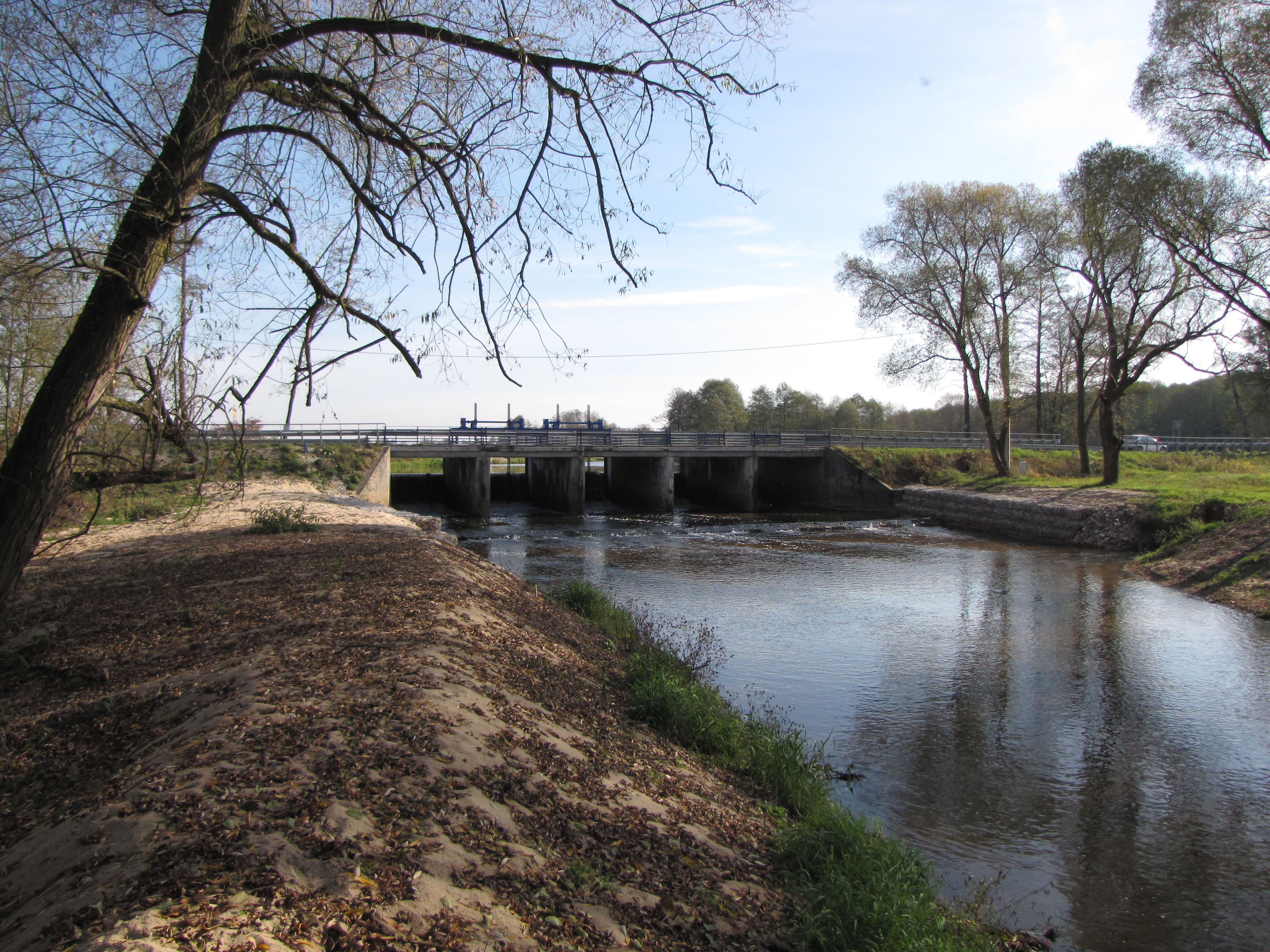
Czarna Włoszczowska – jaz w Pilczycy

Pilczyca – wieś w Polsce położona w województwie świętokrzyskim, w powiecie włoszczowskim, w gminie Kluczewsko.
W latach 1975–1998 miejscowość należała administracyjnie do województwa piotrkowskiego.
Przez miejscowość przebiega droga wojewódzka nr 742.

## Części wsi
| SIMC    | Nazwa   | Rodzaj     |
| ------- | ------- | ---------- |
| 0542161 | Dąbrowa | przysiółek |
| 0542178 | Kąty    | przysiółek |

## Historia
Pilczyca, w dokumentach Pylczyca, w wieku XIX została opisana jako wieś nad rzeką Czarną (dopływem Pilicy) w powiecie włoszczowskim, gminie i parafii Kluczewsko.
W XVI wieku według Liber beneficiorum biskupa Jana Łaskiego (T.I, s. 557) wieś należała do parafii Kurzelów i dawała z pewnych łanów folwarcznych dziesięcinę wikariuszom kolegiaty w Kurzelowie, wartości fertona (ferton inaczej wiardunek stanowił 1/4 grzywny), zaś z łanów zwanych Siadka i Koprusza plebanowi w Stanowiskach, także wartości 1 fertona. Dziesięcina z łanów kmiecych szła z kolei dla kanonii i prebendy kurzelowskiej. Wynosiła ona 6 do 7 grzywien i po 2 grosze z łanu, dziesięciny konopnej.
Według rejestrów poborowych z 1508 roku, Pilczyca wraz z Szadkowicami, Konarami, Wolą Dębianą, należała do Szpota (Szpotowie to gałąź polskiego rodu Duninów herbu Łabędź z Woli i Krajowa) z Woli, który płacił 7 grzywien poboru.
W 1540 r. Pilczyca stanowiła jedną całość dóbr z Brześciem i Kluczewskiem. Kluczewsko było siedzibą i własnością trzech braci Chocimowskich, synów Andrzeja, miecznika sieradzkiego i ich matki (jako dobra posagowe). W Pilczycy było w tym czasie 6 półłanków kmiecych, 5 ogrodników, karczma, folwark, 2 sadzawki i młyn.
Według noty SgKP Bory, lasy i pasieki były wspólne z Kluczewskimi. Dobra te ocenione były na 1100 grzywien. W 1573 r. część Pilczyca, zwana Pilczyca Jaraczowska, miała 2 łany (Pawiński, Małop., 273, 474, 572).
Według spisu miast, wsi, osad Królestwa Polskiego z 1827 roku było tu 29 domów, 242 mieszkańców.
5 września 1939 oddział niemiecki w czasie marszu z Włoszczowy w kierunku Przedborza zatrzymał się we wsi. Żołnierze zatrzymali kilkanaście osób i zamordowali na środku wsi. Następnie podpalali zabudowania, z których 6 doszczętnie spłonęło.